# 진정후생동물
진정후생동물(眞正後生動物, Eumetazoans)은 해면동물 (Porifera)을 제외한 모든 후생동물 (Metazoa)을 포함한다. 현재 털납작벌레 (Placozoa)는 진정후생동물에 포함되는 것으로 본다. 이배엽성인 방사대칭동물, 삼배엽성인 좌우대칭동물로 나뉜다.

## 분류
진정후생동물아계 (Eumetazoa)
- 방사대칭동물군 (Radiata)
  - 자포동물문 (Cnidaria)
  - 유즐동물문 (Ctenophora)
  - † 삼열동물문¹ (Trilobozoa)
- 좌우대칭동물군 (Bilateria)
  - 직유동물문 (Orthonectida)
  - 능형동물문 (Rhombozoa)
  - 무장동물문¹ (Acoelomorpha)
  - 모악동물문 (Chaetognatha)
  - 편충동물상문¹ (Platyzoa)
    - 편형동물문 (Platyhelminthes)
    - 복모동물문 (Gastrotricha)
    - 윤형동물문 (Rotifera)
    - 구두동물문 (Acanthocephala)
    - 악구동물문 (Gnathostomulida)
    - 미악동물문¹ (Micrognathozoa)
    - 구륜동물문 (Cycliophora)

  - 촉수담륜동물상문 (Lophotrochozoa)
    - 성구동물문 (Sipuncula)
    - † 연설동물문¹ (Hyolitha)
    - 태형동물문 (Bryozoa)
    - 내항동물문 (Entoprocta)
    - 의충동물문 (Echiura)
    - 추형동물문 (Phoronida)
    - 완족동물문 (Brachiopoda)
    - 유형동물문 (Nemertea)
    - 환형동물문 (Annelida)
    - 연체동물문 (Mollusca)

  - 탈피동물상문 (Ecdysozoa)
    - 동문동물문 (Kinorhyncha)
    - 동갑동물문 (Loricifera)
    - 새예동물문 (Priapulida)
    - 선형동물문 (Nematoda)
    - 유선형동물문 (Nematomorpha)
    - † 엽족동물문¹ (Lobopodia)
    - 유조동물문 (Onychophora)
    - 완보동물문 (Tardigrada)
    - 절지동물문 (Arthropoda)

  - 후구동물상문 (Deuterostomia)
    - 극피동물문 (Echinodermata)
    - 반삭동물문 (Hemichordata)
    - 진와충동물문 (Xenoturbellida)
    - 척삭동물문 (Chordata)